# Presentation Brothers College (Grenada)
Presentation Brothers’ College ist eine bedeutende katholische weiterführende Schule für Jungen in St. George’s, Grenada. Sie wurde 1947 von den Presentation Brothers, einer katholischen Laienbruderschaft, gegründet. Das Schulmotto ist Virtus et Scientia (Virtue and Knowledge, dt.: Tugend und Wissen), die Schulfarbe Dunkelblau (navy). Das Schulgebäude befindet sich in der Old Fort Road.

## Alumni
- Maurice Bishop[2]
- Keith Mitchell
- George Brizan